# Paleizen en parken van Potsdam en Berlijn
De Paleizen en parken van Potsdam en Berlijn is een overkoepelende term die verwijst naar het samenhangende ensemble van paleizen, kastelen, kerken, parken en cultuurlandschappen in Potsdam en het Berlijnse stadsdeel Wannsee. In 1990, 1992 en 1999 werd het ensemble onder deze naam gefaseerd toegevoegd aan de werelderfgoedlijst van de UNESCO. Het is het omvangrijkste object op de werelderfgoedlijst in Duitsland.
Het geheel omvat 150 bouwwerken die gelegen zijn op een areaal van 500 ha aan parklandschap en is aangelegd tussen 1730 en 1916. De kern van het complex vormt het park van slot Sanssouci dat tot stand kwam onder de Pruisische koning Frederik II. Ook de opvolgers van der Alte Fritz drukten hun stempel op het waterrijke gebied aan de Havel. Opeenvolgende vorsten zoals Frederik Willem II, III, IV, Wilhelm I en II lieten ieder paleizen bouwen of parken aanleggen waardoor in het gebied een staalkaart te vinden is van de uitingen van monarchale achttiende- en negentiende-eeuwse smaak. Vooraanstaande architecten zoals Karl-Friedrich Schinkel en landschapsarchitecten zoals Peter Joseph Lenné lieten hier hun sporen na. Uiteenlopende stijlen als rococo en neogotiek maken dit tot een uniek ensemble. Dit gepaard gaan van wat op het eerste oog onverenigbare stijlen zijn, doet opvallend genoeg geen afbreuk aan de harmonie van de door de tijd gegroeide compositie van het gebied. Sanssouci staat ook bekend als het Versailles van Pruisen omdat hier ook een unieke synthese gevormd is van vele verschillende invloeden, een synthese die van grote invloed zou zijn op de kunsten en landinrichting van Oost-Europa. Ook in uitgestrektheid doet het ensemble niet voor Versailles onder en is het vergelijkbaar met contemporaine grootse aanleggen als de Residentie in Würzburg en Blenheim Palace. Stuk voor stuk creaties van vorsten die in hier een mogelijkheid in zagen om hun macht uit te drukken in architectuur en parkaanleg.

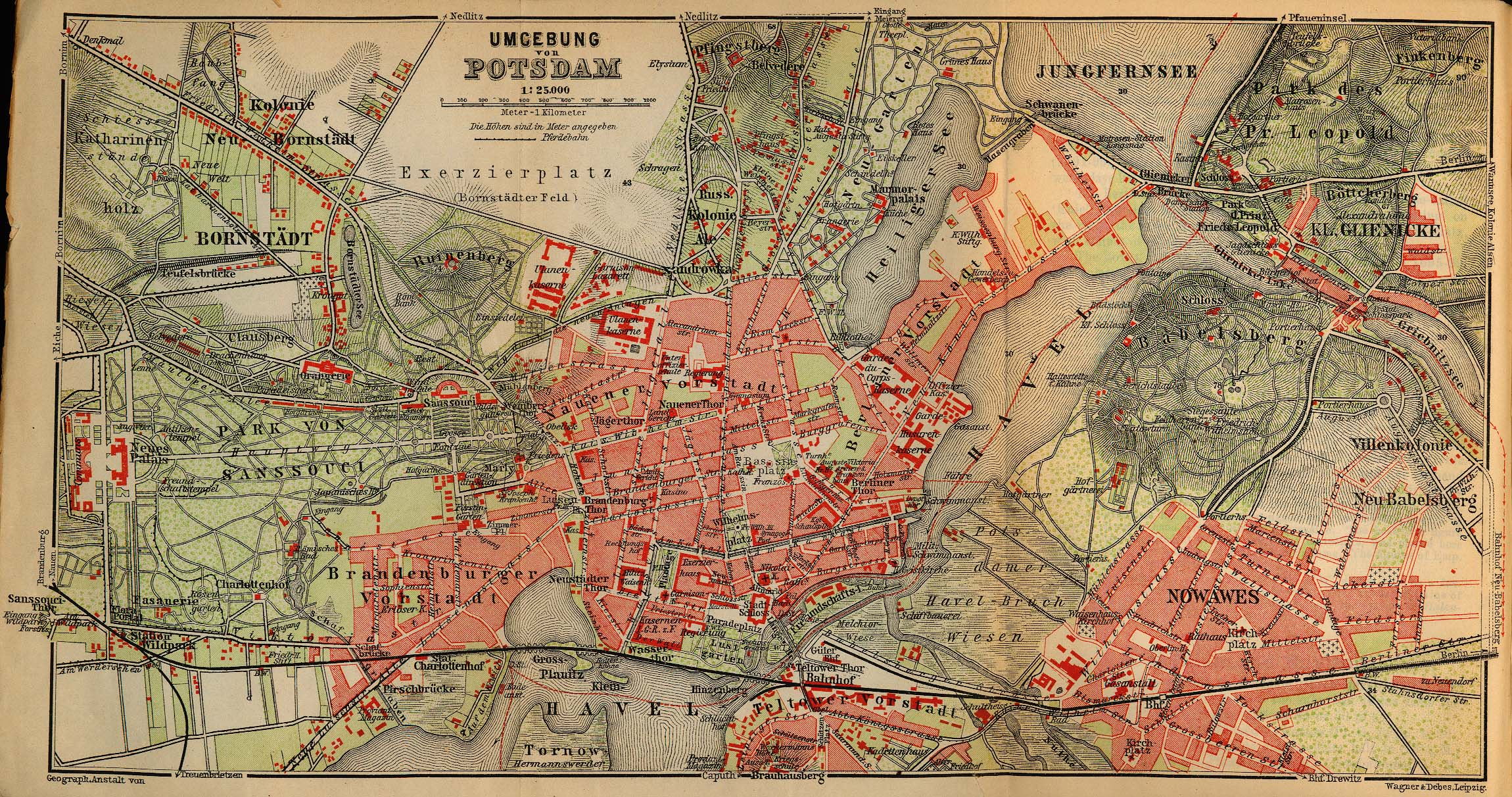
Potsdam en een deel van Berlijn-Wannsee in 1910

## De toewijzing in 1990
Op 12 december 1990 werd tijdens de zitting van het Werelderfgoedcomité in het Canadese Banff besloten de paleizen en parken van Potsdam en Berlijn op te nemen op de werelderfgoedlijst. Duitsland was toen pas twee maanden herenigd. Voor die tijd was het ensemble verdeeld over twee staten: de DDR had het deel in Potsdam op 29 september 1989 voorgedragen, terwijl de Bondsrepubliek op 14 juni 1990 met een nominatie van de delen in West-Berlijn volgde.

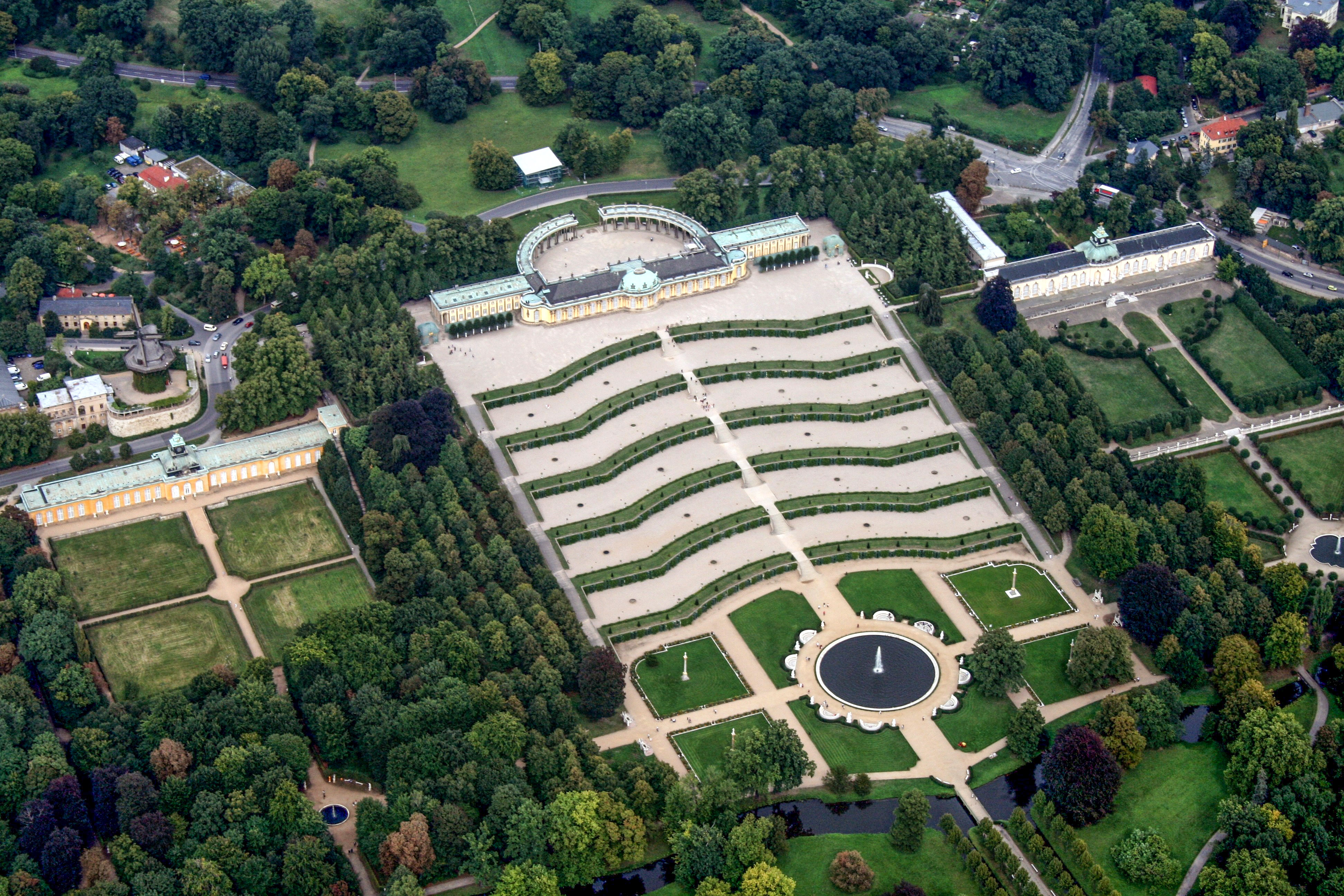
Luchtfoto van Slot Sanssouci met de wijngaardterrassen (midden) en links daarvan de Nieuwe vertrekken (Sanssouci), rechts de Bildergalerie

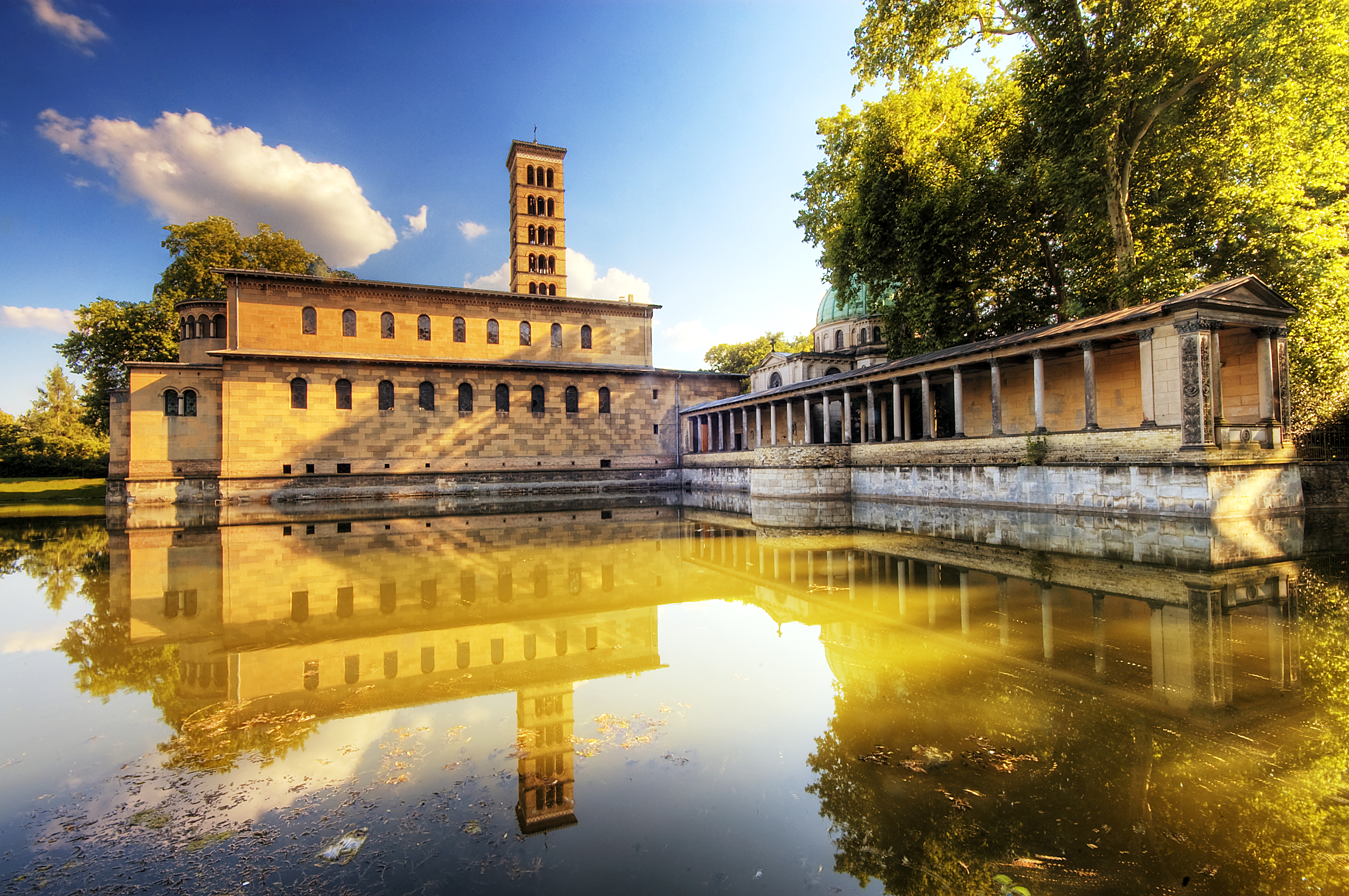
De Vredeskerk

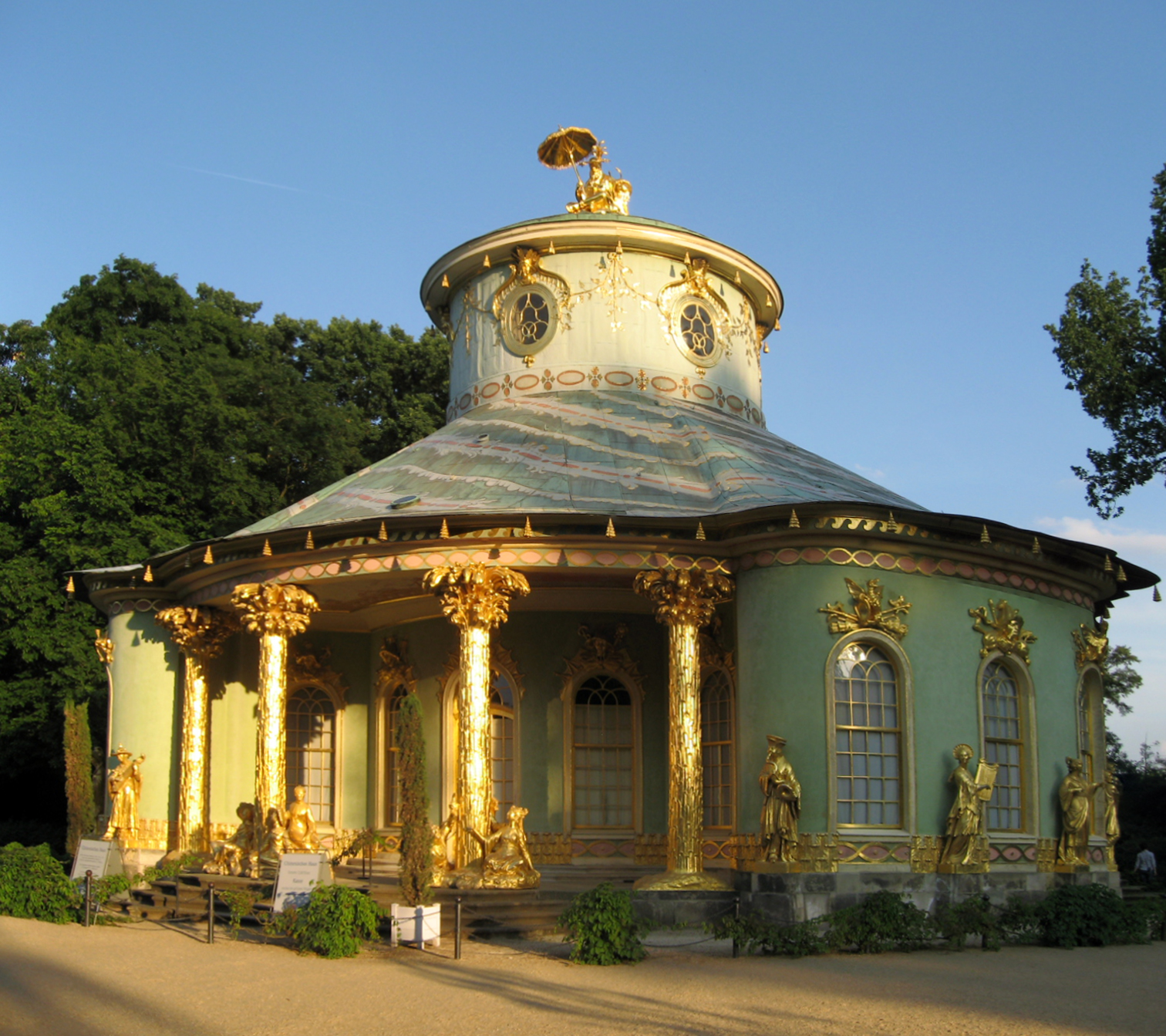
Het Chinese theehuis

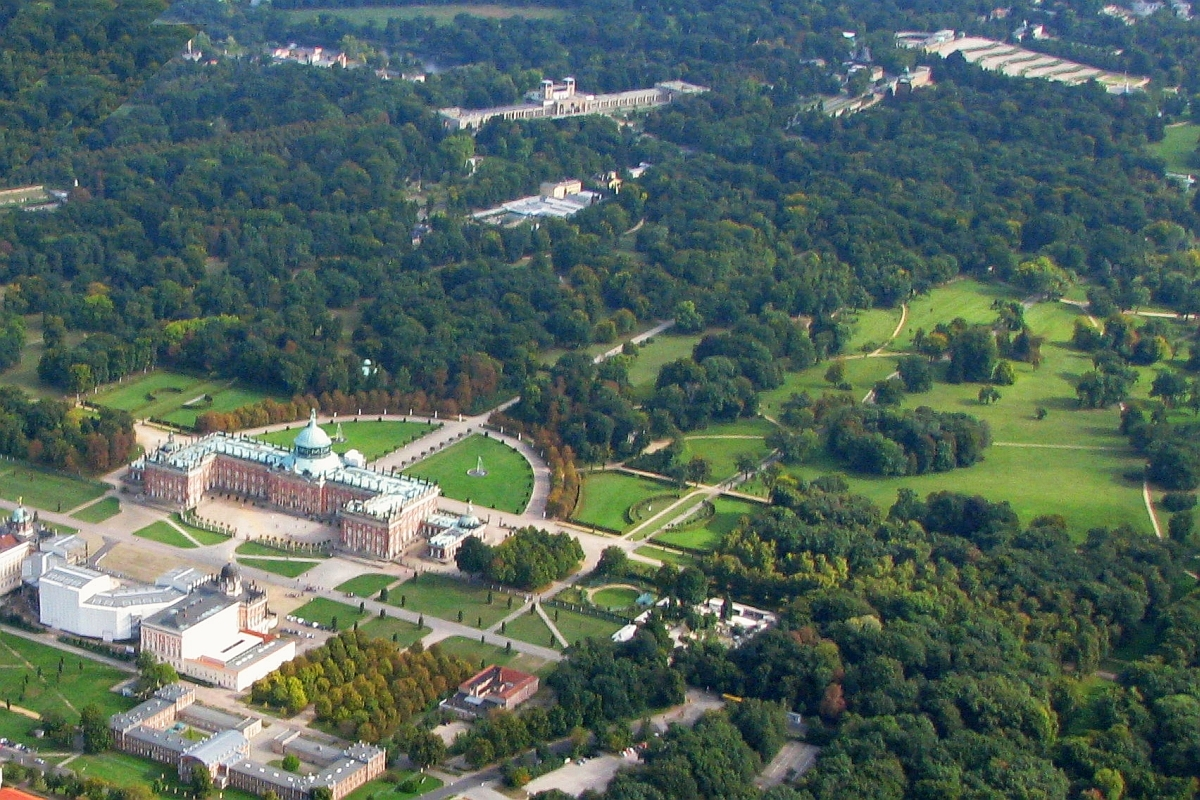
Luchtfoto met op de voorgrond het Nieuwe Paleis, daarachter het Oranjerieslot en helemaal rechtsboven Slot Sanssouci

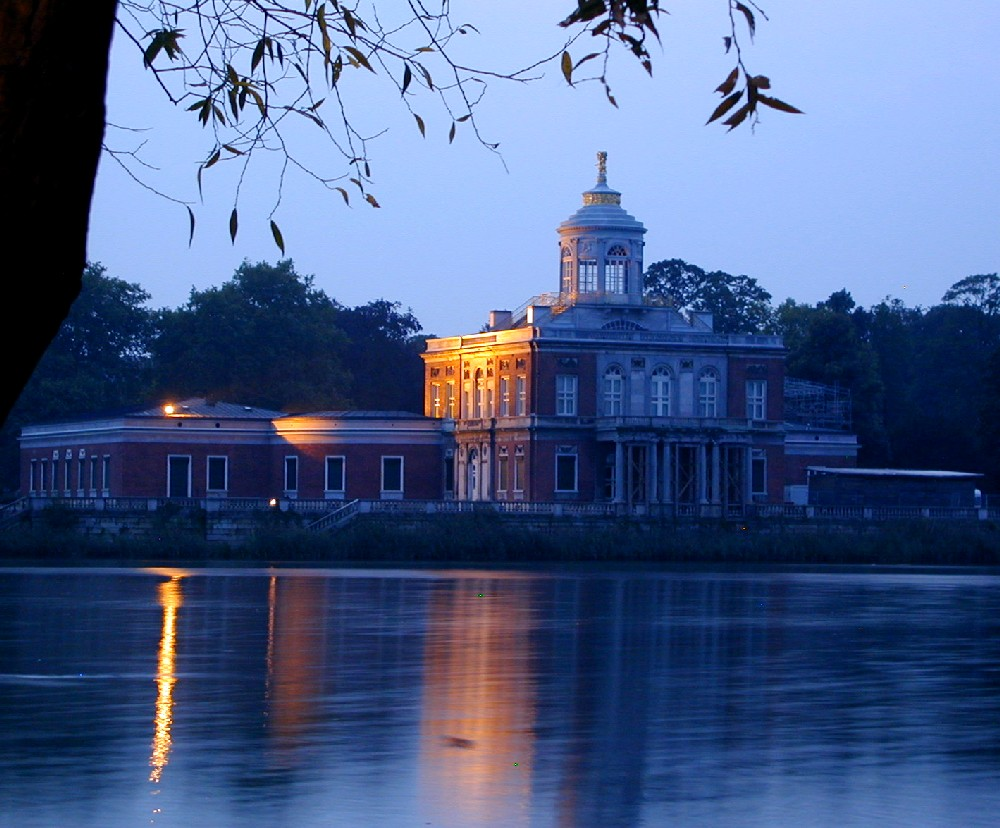
Het Marmeren paleis in de Nieuwe Tuin

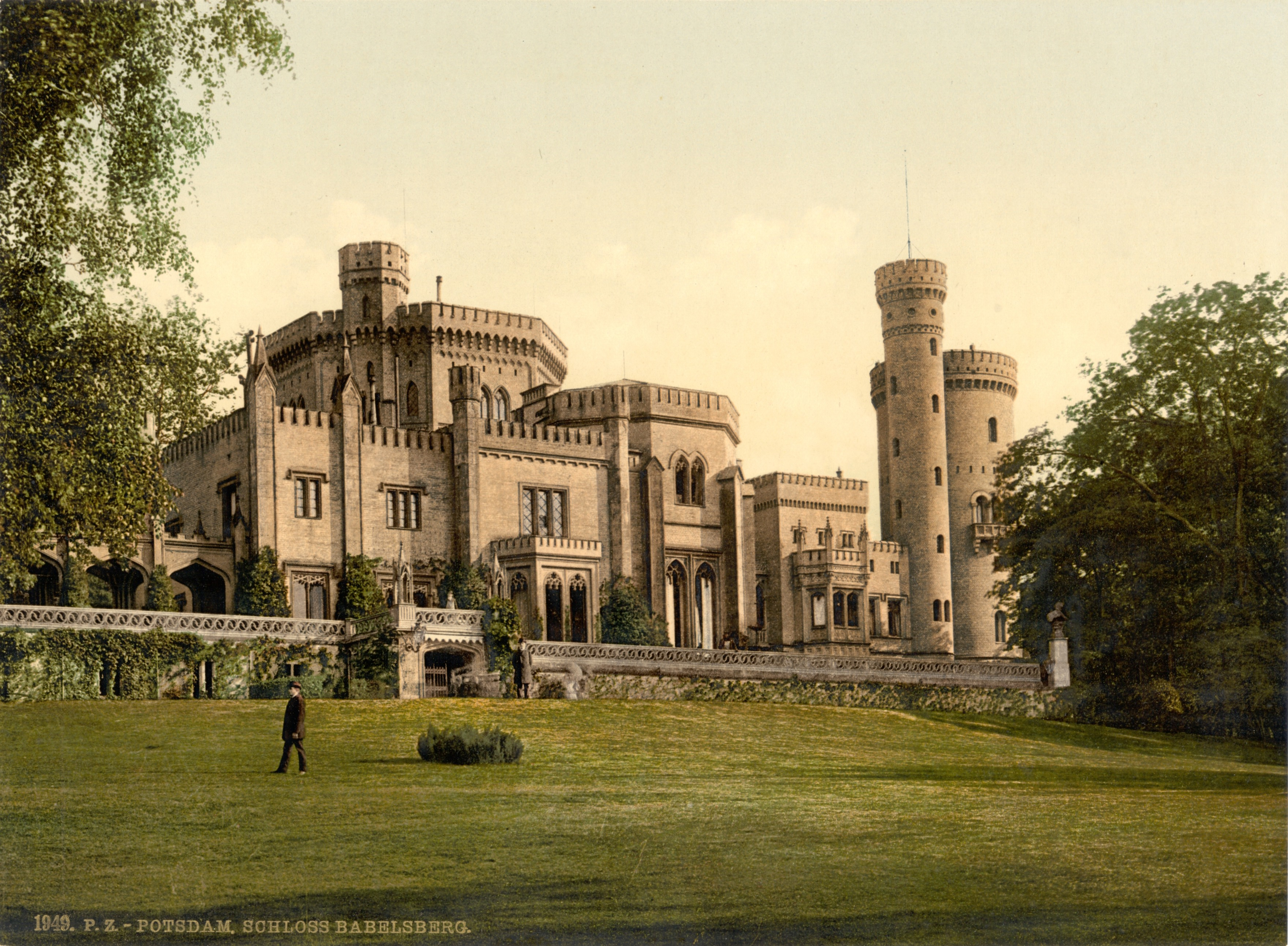
Slot Babelsberg in het Babelsbergpark rond 1900

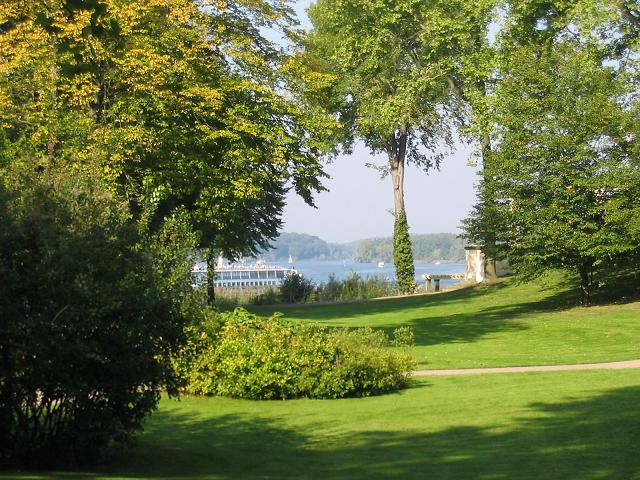
Het Glienickepark

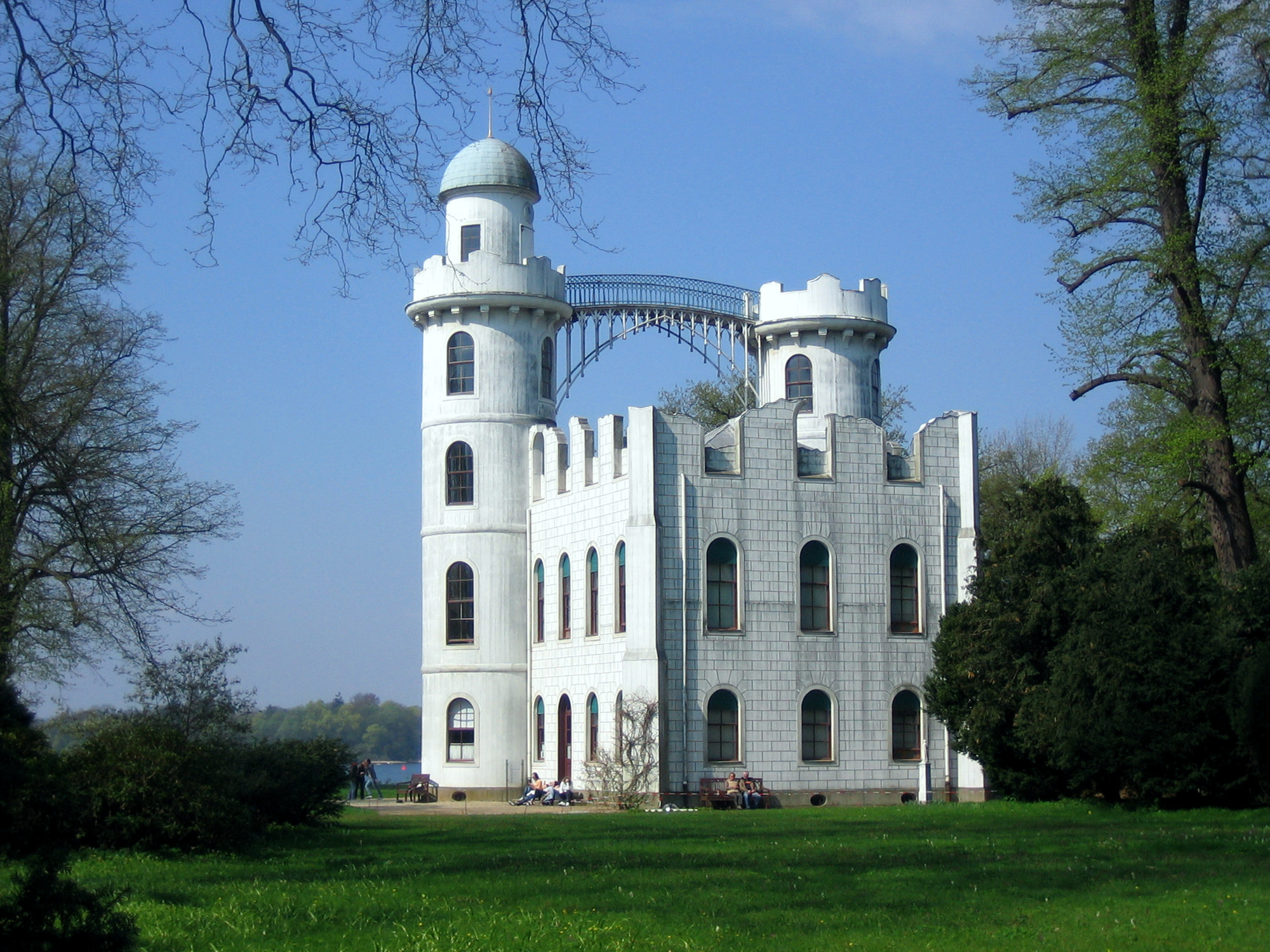
Het slot op het Pauweneiland

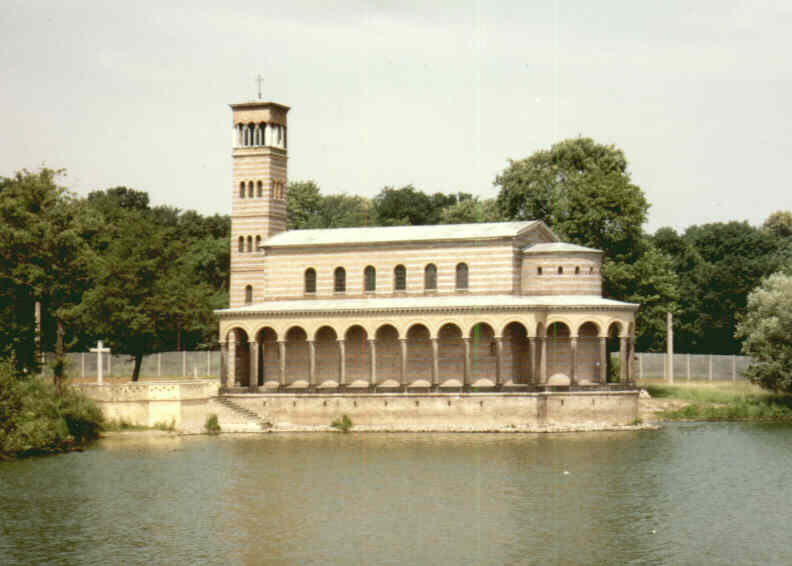
De Verlosserkerk van Sacrow in 1990, kort na de sloop van de Muur

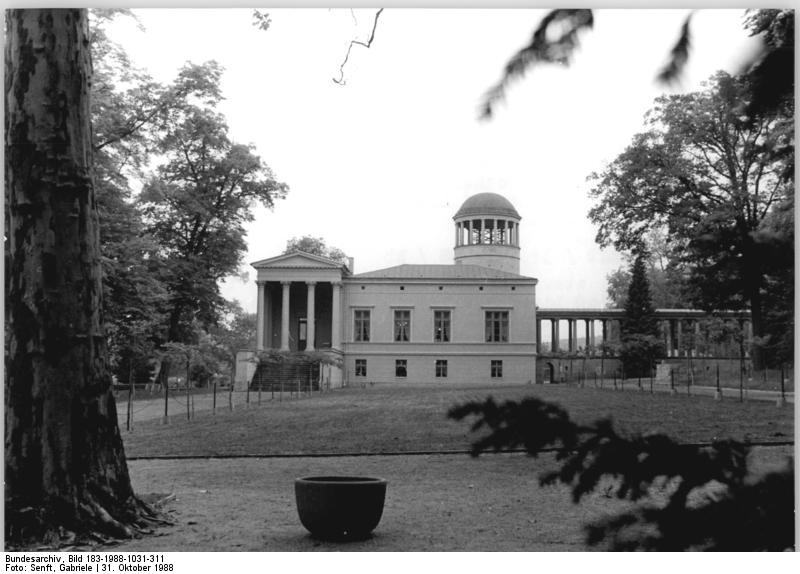
Slot Lindstedt in 1988

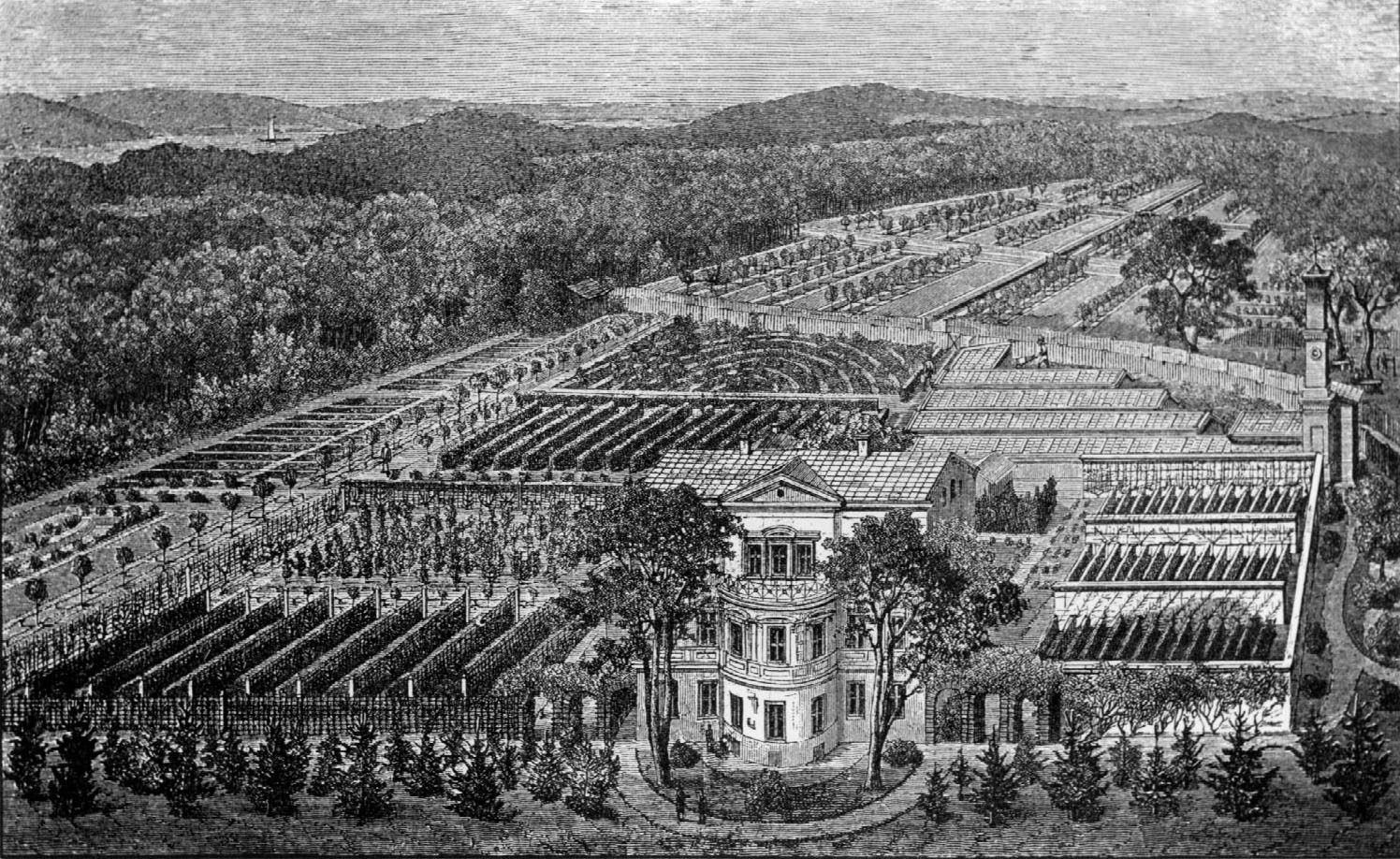
Het terrein van de Hoveniersschool in 1874

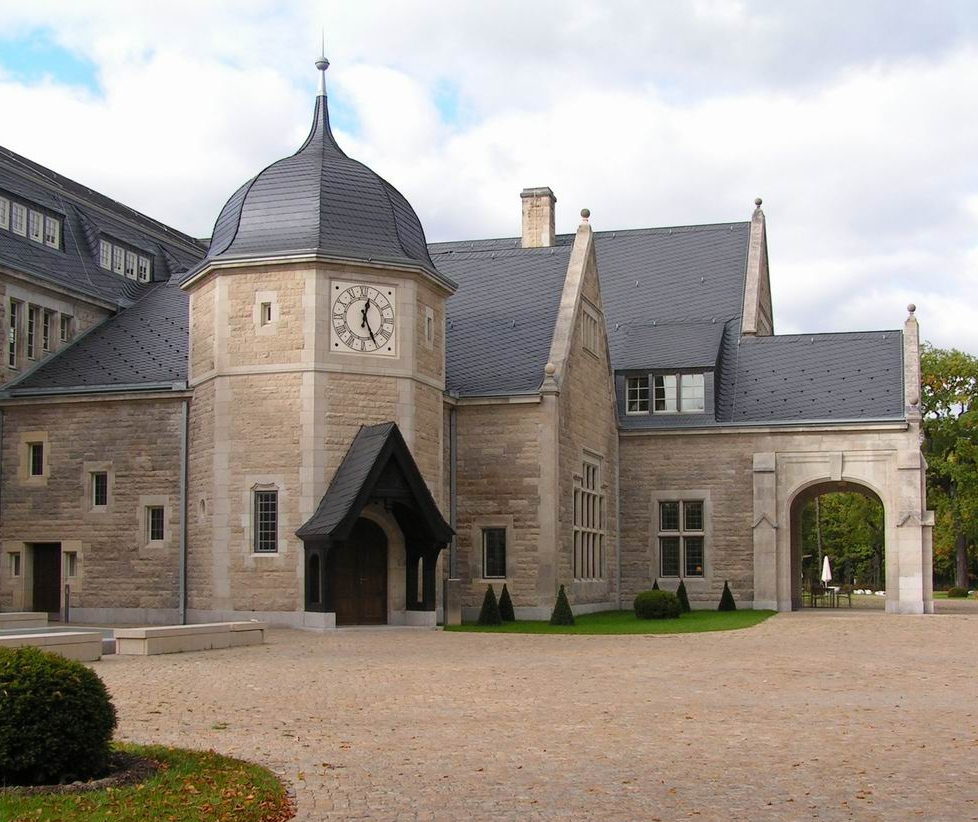
Het keizerlijk station

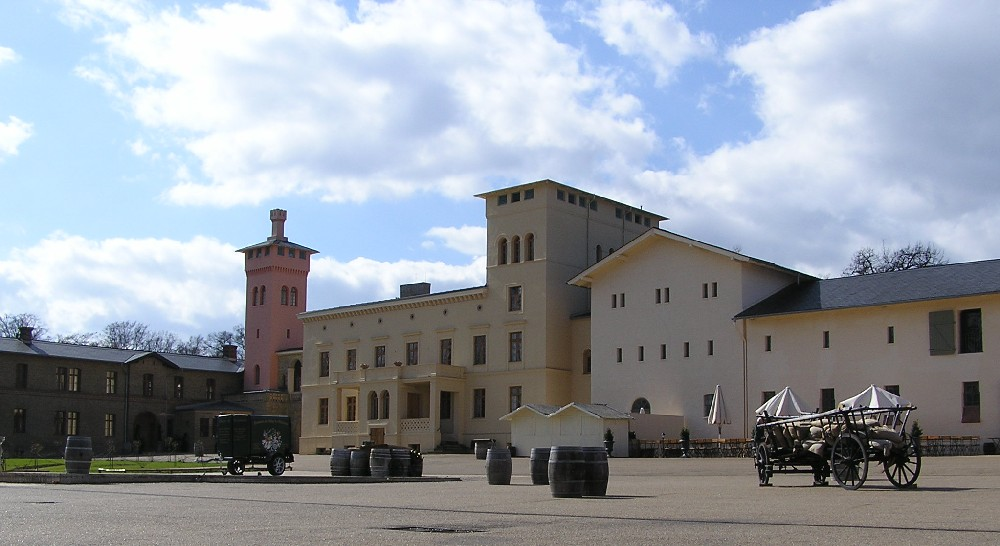
Het centrale plein van het kroondomein Bornstedt

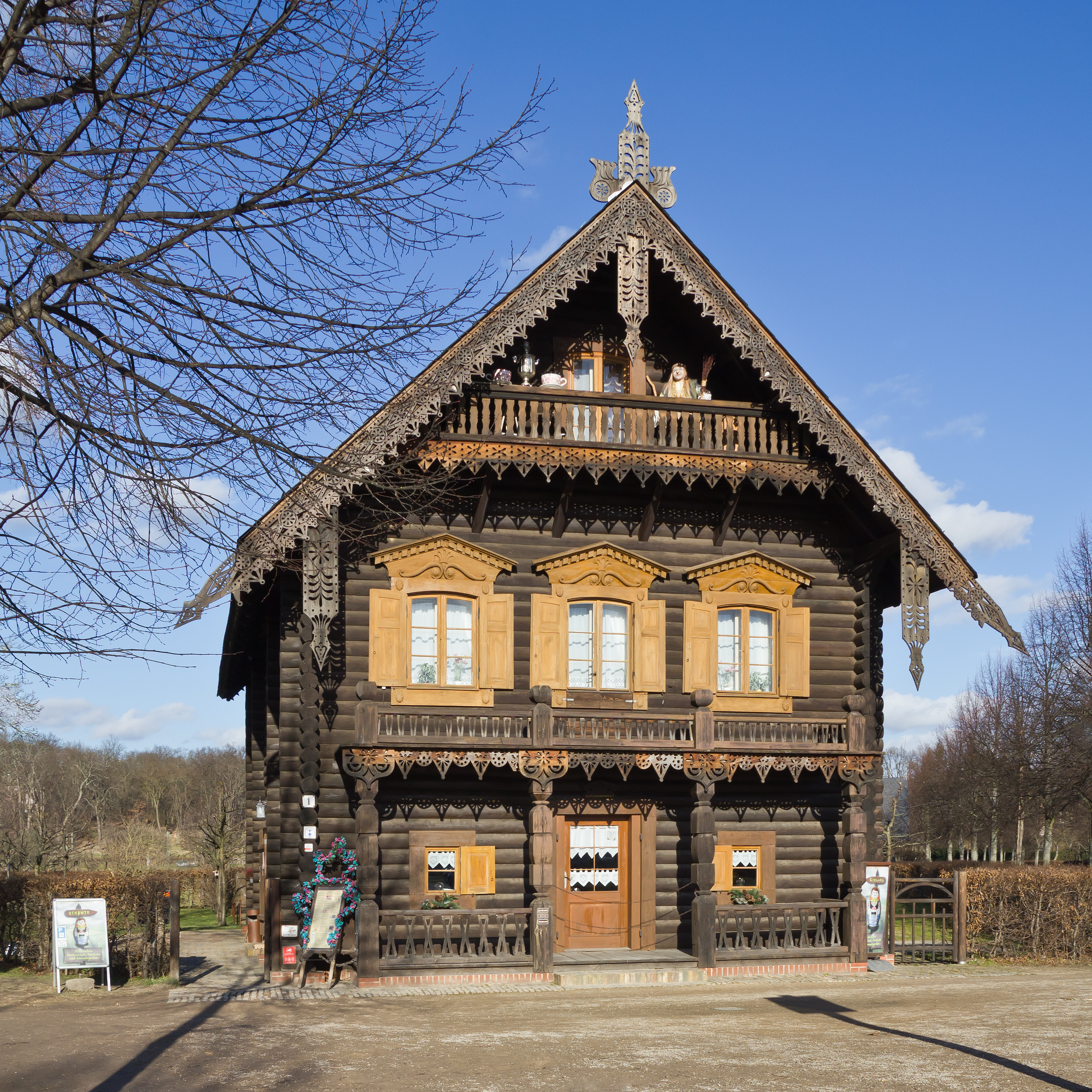
een typisch huis in Alexandrowka

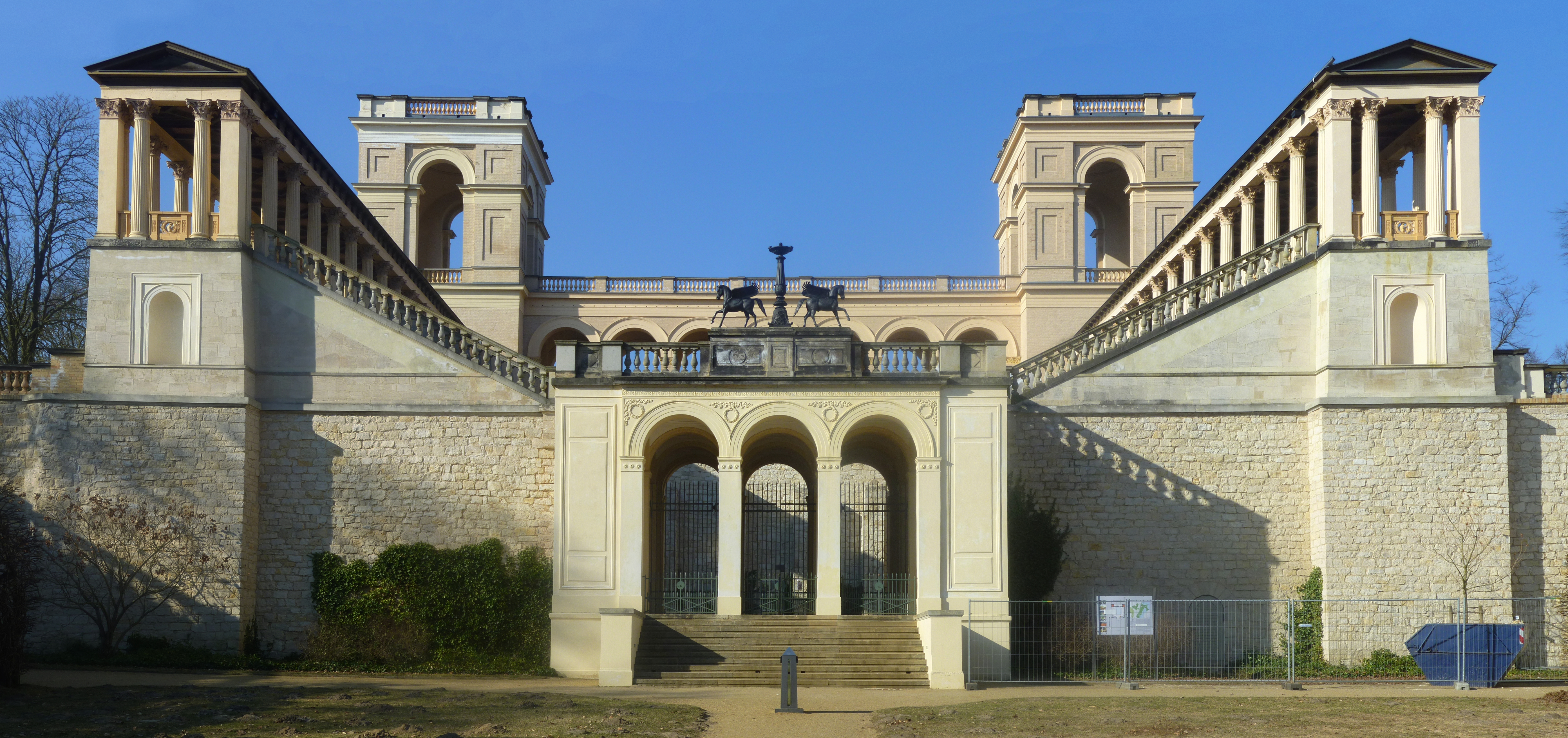
De Belvédère op de Pfingstberg

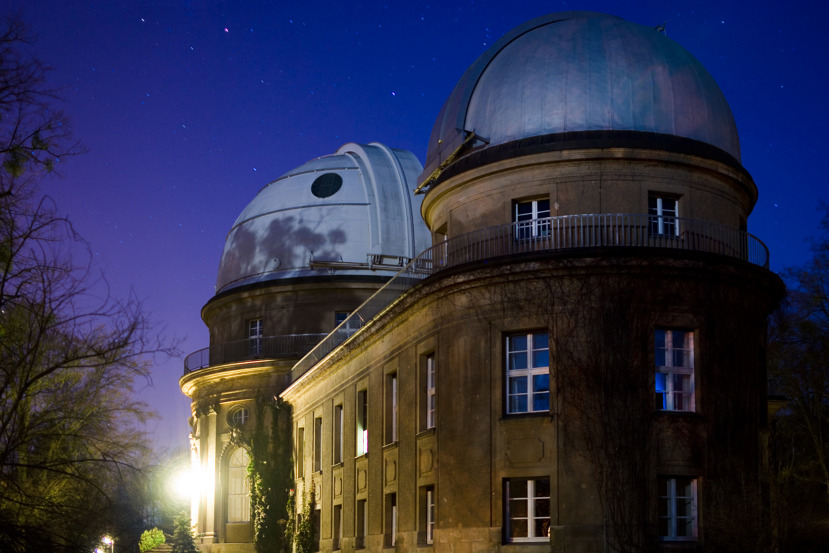
De sterrenwacht van Babelsberg

### Het Sanssoucipark
De kern van het ensemble is het Sanssoucipark in Potsdam. Met een oppervlakte van ongeveer 289 ha is het ook het omvangrijkste deel. Het park werd in twee opeenvolgende fasen aangelegd en was vooral het geesteskind van Frederik II. Als kroonprins had Frederik tussen 1736 en 1740 in Rheinsberg al tuinen aan laten leggen rond het Slot Rheinsberg. Na zijn troonsbestijging in 1740 begon hij plannen te ontwikkelen voor een zomerpaleis als toevluchtsoord naast zijn paleis in Berlijn, het Slot Charlottenburg. De bouw van dit slot Sanssouci begon in 1745 en uiteindelijk zou dit paleis de favoriete residentie van Frederik worden.
Potsdam was al sinds de paleisbouw en parkaanleg onder Frederik Willem van Brandenburg in de zeventiende eeuw een van de residenties van de Pruisische vorsten. Toch was het stadje rond 1740 niet veel meer dan een kleinschalige garnizoensstad omringd door uitgestrekte bossen vol moerassen en meren. Frederik begon de verwezenlijking van zijn plannen in 1744 met de aanleg van terrassen op de zuidhelling van een heuvel; twee kilometer ten westen van de stad. Hij liet de zes terrassen beplanten met een wijngaard. Nadat het slot in 1747 gereed was gekomen, richtte de aandacht van de vorst zich op de parkaanleg rond het nieuwe paleis, wat een wezenlijk onderdeel vormde van zijn plannen. Het barokke parkontwerp voorzag in zowel een nutstuin als een siertuin. Er werden gazons, hagen en bloembedden aangelegd en ongeveer 3000 fruitbomen geplant. Met de aanleg van de kaarsrechte allee die het park van oost naar west doorsnijdt, werd in 1748 begonnen. Deze centrale allee van 2,5 km lang begint bij de toegangspoort aan de westzijde van het park. Deze poort draagt de naam Obeliskportal naar de Obelisk die vlak buiten het park staat. De obelisk werd in 1748 opgericht en markeert de grens van het Sanssoucipark. De obelisk is gedecoreerd met een gefantaseerde verzameling hiërogliefen. De poort zelf is versierd met twee standbeelden van Flora en Pomona die verwijzen naar de dubbele functie van het park. Frederik bleef tot in 1772 het park uitbreiden en liet verschillende folly's, tempels en bijgebouwen in het park bouwen.
Het duurde hierna tot 1826 voor er weer bouwactiviteiten ondernomen werden in het park. Onder de kroonprins Frederik Willem werd het Slot Charlottenhof herbouwd en het omringende park in Engelse stijl opnieuw aangelegd en verbonden met het noordelijker gelegen Sanssoucipark. De laatste grote ingreep was de aanleg van de tuinen rond het Oranjerieslot tussen 1841 en 1862 aan de noordzijde van het park. Hier werden een Siciliaanse (Sizilianische Garten) en een noordse tuin (Nordische Garten) aangelegd met bijhorende typerende planten (naaldbomen dan wel palmen en kopieën van klassieke beeldhouwwerken).
De voornaamste bouwwerken in het Sanssoucipark zijn:
- Het Slot Sanssouci (1745-1747)
- De Neptunusgrot (1751-1757)
- Het Chinese theehuis (1755-1764)
- De Bildergalerie (1755-1764)
- Het Nieuwe Paleis (1763-1769)
- De Vriendschapstempel (1768-1770)
- De antieke tempel (1768-1769)
- Het Drakenhuis (1770-1772)
- De Belvédère (1770-1772)
- De Nieuwe vertrekken (1771-1775)
- Het Slot Charlottenhof (1826-1829)
- De Romeinse baden (1829-1840)
- De Vredeskerk (1845-1854)
- Het Oranjerieslot (1851-1864)

### De nieuwe tuin
De Nieuwe Tuin (Duits: Neuer Garten) ligt in het noorden van Potsdam aan het Jungfernmeer. Zoals het Sanssoucipark grotendeels geschapen is door Frederik II, is de Nieuw Tuin ontsproten aan het brein van zijn neef en troonopvolger Frederik Willem II. Tussen 1787 en 1792 werd de 102,5 ha grote tuin aangelegd in Engelse landschapsstijl.
Belangrijke bouwwerken in het park zijn:
- Het Marmeren Paleis (1787-1797)
- Het Slot Cecilienhof (1914-1917)

### Het Babelsbergpark
Het Babelsbergpark is een heuvelachtig park van 124 ha dat in het noordoosten van Potsdam aan de Havel ligt. Het werd aangelegd in opdracht van prins Wilhelm en zijn echtgenoot Augusta. De landschapsarchitect was in eerste instantie Peter Joseph Lenné. Zijn ontwerp uit 1833 werd echter niet volledig uitgevoerd nadat hij in conflict was gekomen met prinses Augusta. Tussen 1842 en 1867 kwam het park gereed onder toezicht van Hermann von Pückler-Muskau.
In het park bevindt zich:
- het Slot Babelsberg (1835-1849)

### De parken en paleizen in Berlijn-Wannsee
Het Berlijnse stadsdeel Wannsee wordt grotendeels gevormd door een eiland. Aan de west- en noordzijde van dit eiland liggen verspreid een aantal delen van het ensemble paleizen en parken van Potsdam en Berlijn.
- Het Glienickepark
 Dit park ligt in de uiterste zuidwesthoek van het Wannsee-eiland vlak bij de Glienickerbrug over de Havel welke het eiland met Potsdam verbindt. Het park werd aangelegd in twee fasen. Eerst in opdracht van Karl August von Hardenberg rond 1816 en in 1824 in opdracht van Karel van Pruisen. In het park bevinden zich de volgende bouwwerken:
  - Het Jachtslot Glienicke (1682-1889)
  - Het Slot Glienicke (1753-1825)
- De blokhut Nikolskoë
 Deze datsja werd in 1819 in opdracht van Frederik Willem III gebouwd. De blokhut naar Russisch voorbeeld was een eerbetoon aan de oudste dochter van de koning, Charlotte en haar man Nicolaas, de latere tsaar van Rusland. De naam Nikolskoje (behorend aan Nicolaas) verwijst hier ook naar.
- De Sint-Petrus-en-Pauluskerk van Nikolskoë
 Deze kerk ligt naast de blokhut Nikolskoë aan de noordzijde van het Wannsee-eiland dicht bij de Havel. Aan de kerk werd tussen 1834 en 1837 gebouwd met hetzelfde idee als bij de blokhut. Het Russische karakter van de architectuur uit zich voornamelijk in de uivormige torenbekroning.
- Het Pauweneiland
 Dit eiland (Duits: Pfaueninsel) ligt in de Havel voor de noordkust van het Wannsee-eiland. Het 67 ha grote eiland kwam in 1793 in het bezit van Frederik Willem II. Hij liet er tussen 1794 en 1797 een helwit lustslot bouwen. In de volgende jaren werden nog verschillende andere neogotische bouwwerken op het eiland gebouwd.

## De uitbreiding van 1992
In 1992 werd een kleine toevoeging gedaan aan de in 1990 opgenomen objecten. Het landgoed Sacrow lag tot de hereniging in 1990 in Oost-Duitsland maar wel precies in de grenscorridor tussen West-Berlijn en de DDR, die hier de noordoever van de Havel volgde. Dit was dan ook de reden waarom het landgoed in 1989 niet was voorgedragen door de DDR.

### Het landgoed van Sacrow
Het landgoed is 24,5 ha groot en ligt als enige deel van het paleizen- en parkencomplex op de noordelijke oever van de Havel. In 1840 kwam het areaal in handen van Frederik Willem IV die het door Ludwig Persius en Peter Joseph Lenné opnieuw liet inrichten.
De twee belangrijkste bouwwerken op het landgoed zijn:
- Slot Sacrow (1773)
- De Verlosserkerk van Sacrow (1841-1844)

## De uitbreiding van 1999
In 1996 besloot de deelstaat Brandenburg het op de werelderfgoedlijst ingeschreven areaal nogmaals te vergroten. De toe te voegen objecten liggen verspreid over het gebied en fungeren soms als buffers of verbindingszones tussen verschillende al toegevoegde objecten. Ook worden er objecten toegevoegd die historisch of geografisch verbonden zijn met het ensemble maar eerder niet voorgedragen waren wegens politieke, administratieve of juridische redenen. In 1999 werd het ensemble uiteindelijk daadwerkelijk vergroot.
De uitbreidingen zijn onder te verdelen in vier verschillende zones:

### Rond het park Sanssouci
- Slot en park Lindstedt 52° 24′ 36″ NB, 13° 0′ 38″ OL 
 Lindstedt bevindt zich iets ten noordwesten van het Sanssoucipark. Het landgoed werd in 1828 door Frederik Willem III verworven. In 1832 begon zijn zoon, Frederik Willem IV, plannen te ontwikkelen voor een buitenplaats op het landgoed. Eigenhandig begon hij ontwerpen te vervaardigen, daarbij ondersteund door een keur aan architecten: Ludwig Ferdinand Hesse, Friedrich August Stüler, Ferdinand von Arnim en Ludwig Persius. Het werk vorderde maar langzaam en pas tussen 1858 en 1860 werd het paleis uiteindelijk gebouwd. Een jaar later overleed de koning. Het bescheiden paleis kreeg de vormen van een Italiaanse villa. Het bouwwerk bestaat uit een hoofdvleugel met een ronde uitzichtstoren voorzien van een monopteros en daarnaast een zijvleugel in de vorm van een amphiprostylos. Middels een colonnade is de villa verbonden met de toegangsweg.
- De Lindenallee 52° 24′ 2″ NB, 12° 59′ 47″ OL 
 Na het voltooien van het Nieuwe Paleis werd in 1769 in het verlengde van de centrale allee door het Sanssoucipark de Lindenallee aangelegd. De met linden omzoomde laan strekte zich voor 700 m in westelijke richting uit. De allee vormde een zichtas richting het Golmer Luch, een laagte bij het dorpje Golm en de Große Zernsee. Onder Frederik Willem III werd de allee nog verlengd, waarmee de totale lengte op ongeveer 2 km komt. De allee accentueert de overgang tussen het volledig ontworpen parklandschap en het natuurlijk landschap daaromheen.
- De voormalige hoveniersschool 52° 23′ 47″ NB, 13° 0′ 51″ OL 
 In 1823 werd mede op initiatief van Peter Joseph Lenné een nationale boomkwekerij (Duits: Landesbaumschule) en een hoveniersschool (Duits: Gärtnerlehranstalt) ingericht. Aanleiding voor de oprichting was de slechte staat waarin de aanplant in het Sanssoucipark zich bevond. De hoveniersschool was de eerste instelling in Duitsland waar ook de theoretische kant van de hovenierskunst belicht werd. In 1842 verhuisde de boomkwekerij naar Geltow (tegenwoordig in de gemeente Schwielowsee) en kon de school de vrijgekomen panden betrekken. Sinds 1854 draagt de school het predicaat "koninklijk" (Königliche Gärtnerlehranstalt zu Potsdam). In 1903 verhuisde de school naar Dahlem, waar de huidige Königliche Gartenakademie nog steeds geevestigd is.[3] Van het oorspronkelijk domein van de hoveniersschool van 4 ha, even ten zuiden van het Nieuwe Paleis, resteert nog de voormalige directeurswoning met de omringende tuin uit 1869 en enkele kassen.
- Het keizerlijk station
- De Allee nach Sanssouci 52° 24′ 0″ NB, 13° 2′ 42″ OL 
 Deze straat loopt van het Luisenplatz (met de Brandenburger Tor naar de zuidzijde van het Sanssoucipark. In deze hoek van het huidige park bevond zich sinds 1715 de nutstuin van Frederik Willem I. Na de aanleg van het Sanssoucipark begonnen zich in deze straat leden van de hofhouding te vestigen. Tussen 1841 en 1843 ontwierp Ludwig Persius hier een kantoorgebouw voor de kanselarij in Italiaanse stijl en voorzien van loggia's.
- Het Kroondomein Bornstedt 52° 24′ 31″ NB, 13° 1′ 51″ OL 
 In 1841 verwierf Frederik Willem IV dit landgoed in het dorpje Bornstedt, dat al eerder koninklijk bezit was geweest. Na een brand in 1846 werd het domein vanaf de grond nieuw opgebouwd. Lenné ontwierp een nieuw stratenpatroon en de architect Johann Heinrich Häberlin was verantwoordelijk voor de bebouwing. Hij ontwierp een groot landgoed in de vorm van een landelijk Italiaans dorp met onder andere een kerk met een campanile. In de DDR-periode werd het terrein met nieuwbouw verstoord, maar tussen 1999 en 2001 werd het in oorspronkelijke vormen gereconstrueerd. Het ensemble wordt nu toeristisch geëxploiteerd.[4]
- Het gebied Seekoppel 52° 24′ 26″ NB, 13° 2′ 14″ OL 
 Dit terrein werd in 1842 door Lenné aangelegd.
- De Voltaireweg 52° 24′ 28″ NB, 13° 2′ 57″ OL 
 Deze allee vormt de verbinding tussen het Sanssoucipark en de Nieuwe Tuin. Hij werd aan het eind van de achttiende eeuw aangelegd als ruiterpad en later door Lenné uitgebreid met gazonnen en plantsoenen.

### Rond de Nieuwe Tuin
- De Russische kolonie Alexandrowka
- De Pomonatempel
- De Belvédère op de Pfingstberg
- De Villa Henckel met tuin 52° 25′ 12″ NB, 13° 3′ 46″ OL 
 Dit bouwwerk werd tussen 1868 en 1870 gebouwd door de architect Ernst Petzholtz. Het bevindt zich op de noordflank van de Pfingstberg. De classicistische villa is voorzien van een uitzichtstoren.
- De tuin bij de in 2008 gereconstrueerde Villa Jacobs 52° 25′ 17″ NB, 13° 4′ 19″ OL 
 De idyllische zuidoever van het Jungfernmeer was al sinds het eind van de achttiende eeuw een geliefde wandeling. Op de plaats van de villa Jacobs lag een uitspanning met eigen wijngaard. In 1836 werd de door Ludwig Persius ontworpen villa Jacobs gebouwd. Het ontwerp van deze met een toren bekroonde villa zou zeer invloedrijk blijken te zijn. Vele latere villa's in en rond Potsdam grijpen terug op dit prototype. Na een brand in 1981 werd de villa afgebroken. In 2008 werd de villa getrouw naar het origineel weer opgebouwd.
- Het park tussen de Pfingstberg en de Nieuwe Tuin 52° 25′ 1″ NB, 13° 3′ 57″ OL 
 Dit park staat ook bekend als het Mirbachwäldchen en verbindt de Nieuwe Tuin met de Pfingstberg. Ook dit park werd ontworpen door Lenné in 1862.

### Sacrow
- Het koninklijk bos rond Sacrow 52° 25′ 37″ NB, 13° 5′ 48″ OL 
 Het beschermde parkareaal rond het landgoed van Sacrow werd in 1999 uitgebreid met het dorpje Sacrow zelf, dat een integraal onderdeel vormt van de parkaanleg.

### Rond de Babelsberg
- De directe omgeving van het Babelsbergpark 52° 23′ 47″ NB, 13° 6′ 11″ OL 
 Het Babelsbergpark was al in 1990 opgenomen op de werelderfgoedlijst; in 1999 werd de omgeving als bufferzone ook opgenomen in het te beschermen areaal. Onderdeel hiervan zijn ook de moerasachtige oevers van de rivier de Nuthe.
- De sterrenwacht van Babelsberg 52° 24′ 18″ NB, 13° 6′ 15″ OL 
 De Berlijnse sterrenwacht bestaat sinds 1711. In 1913 verliet het instituut zijn locatie in berlijn-Kreuzberg en vestigde zich op een heuvel in de buurt van het Babelsbergpark. In 1924 werd de sterrenwacht uitgerust met de dan op een na grootste spiegeltelescoop ter de wereld. De sterrenwacht is nog steeds in gebruik, hoewel niet meer voor observaties.